# Refuge d'oiseaux de Beckett Creek
Le refuge d'oiseaux de Beckett Creek ou refuge d’oiseaux migrateurs du Ruisseau-Beckett (anglais : Beckett Creek Migratory Bird Sanctuary) est un refuge d'oiseaux migrateurs située à l'est d'Ottawa en Ontario (Canada). Il est administré par le Ottawa-Carleton District School Board en tant que centre d'enseignement en plein air pour les élèves des écoles primaires et secondaires de MacSkimming. Ce refuge a été créé en 1969 dans le but de faciliter la recherche sur les oiseaux migrateurs et pour l'éducation.

## Faune
Le refuge est principalement utilisé par la sarcelle à ailes bleues qui niche dans les terres humides de la rivière des Outaouais. On y observe aussi fréquemment le grand héron, le martin-pêcheur d'Amérique et le busard Saint-Martin.